# Metodo Borda
Il metodo di Borda è un sistema di voto ponderato. I suoi primi impieghi sono molto antichi, poiché fu utilizzato dal Senato romano fino all'anno 105. Fu formalizzato nel 1770 da Jean-Charles de Borda.
Borda fu un contemporaneo di Condorcet. Il metodo che egli proponeva era un'alternativa al metodo di Condorcet che Borda giudicava equo ma difficile da mettere in pratica. Una polemica oppose pertanto questi due studiosi, ciascuno dei quali difendeva il proprio metodo come il più equo.
Il metodo di Borda è utilizzato per elezioni a un seggio o a più seggi. Questo sistema di voto è molto popolare negli Stati Uniti per attribuire premi sportivi. È con questo metodo che sono eletti, tra gli altri, il miglior giocatore della Major League di baseball e la squadra campione di football americano universitario.
Questo sistema si ritrova per le elezioni parlamentari a Nauru, Kiribati e in Slovenia. È utilizzato anche dall'Accademia francese delle scienze.

## Procedimento
Si sceglie un numero n inferiore o uguale al numero dei candidati. Ogni elettore compila una lista di n candidati in ordine di preferenza. Al primo della lista si attribuiscono n punti, al secondo n - 1 punti, e così di seguito, fino all'n-esimo della lista che si vedrà attribuire 1 punto. Il risultato di un candidato è la somma di tutti i punti che gli sono stati attribuiti. Il candidato, o i candidati, i cui punteggi sono i più elevati vincono le elezioni.
Nel caso in cui n = 1, si ritrova il sistema di scrutinio maggioritario a turno unico.
Nel caso in cui n è molto grande e in cui l'elettore può inserire anche meno nomi di n, si ritrova il sistema di voto per approvazione. In effetti, per n grande, i candidati che sono votati ricevono quasi lo stesso numero di punti, mentre i candidati non classificati si vedono attribuire zero punti. Esempio: se, in una elezione dove n = 10, l'elettore compila un elenco di solo tre candidati, essi si vedranno attribuire rispettivamente i voti di 10, 9 e 8 (o, in modo proporzionale, i voti di 1, 0,9 e 0,8), ossia tre voti vicini al valore massimo, mentre gli altri candidati otterranno un voto pari a 0.
Quando il sistema di voto obbliga a classificare tutti i candidati, si può diminuire di 1 il numero dei punti attribuiti a ciascuno: il primo della lista ottiene n - 1 punti, il secondo n - 2 punti e così via, fino all'ultimo che riceve 0 punti. Così il punteggio di ogni candidato è un numero compreso tra 0 e (n - 1)v, dove v è il numero di suffragi espressi.

## Un esempio
Immaginiamo che quattro città (A. B, C e D) siano chiamate a decidere in quale di esse sarà costruito l'ospedale di riferimento della loro zona.
Immaginiamo d'altra parte che la città A raggruppi il 42% dei votanti, la città B il 26%, la città C il 15% e la città D il 17%.
È certo che ogni votante si augura che l'ospedale sia costruito il più vicino possibile alla sua città. Si ottiene dunque la seguente classifica:
| Città A (42%)                               | Città B (26%)                               | Città C (15%)                               | Città D (17%)                               |
| ------------------------------------------- | ------------------------------------------- | ------------------------------------------- | ------------------------------------------- |
| 1. Città A 2. Città B 3. Città C 4. Città D | 1. Città B 2. Città C 3. Città D 4. Città A | 1. Città C 2. Città D 3. Città B 4. Città A | 1. Città D 2. Città C 3. Città B 4. Città A |

Poiché il punteggio di ogni città è dato dalla somma delle preferenze di ogni altra città, esso conduce al seguente punteggio:
| Città / Preferenze | 1  | 2  | 3  | 4  | Punti |
| ------------------ | -- | -- | -- | -- | ----- |
| A                  | 42 | 0  | 0  | 58 | 226   |
| B                  | 26 | 42 | 32 | 0  | 294   |
| C                  | 15 | 43 | 42 | 0  | 273   |
| D                  | 17 | 15 | 26 | 42 | 207   |

Mentre il metodo maggioritario a turno unico avrebbe condotto a costruire l'ospedale nella città A, qui la scelta cade sulla città B. Si può notare che, nel caso di specie, la scelta coincide con quella trovata utilizzando il metodo di Condorcet, ma ciò non sempre accade.

## Eventuali strategie elettorali

### Presso gli elettori
Il metodo di Borda incoraggia i voti tattici o ragionati. Gli elettori sono talvolta indotti ad abbandonare il loro candidato favorito se si accorgono che questo non ha nessuna possibilità di vincere. Nell'esempio precedente, gli abitanti delle città A e D sono spinti al compromesso perché sanno che la loro città non raccoglie l'unanimità.
D'altra parte, gli elettori possono anche scegliere di sfavorire un candidato piazzandolo in una posizione inferiore alla loro preferenza reale. Nell'esempio precedente, la città C è un serio avversario per le città A e B, che saranno allora tentate di screditarla collocandola tra le ultime. La stessa strategia si applica per le città C e D nei riguardi della città B.
All'estremo, certi elettori possono essere indotti a presentare una lista con un unico candidato (se ciò è permesso), sfavorendo così tutti gli altri candidati che raccolgono 0 punti. Questa potrebbe essere la tentazione della città A nell'esempio precedente. Esiste tuttavia una contromossa: basta assegnare al primo della lista il numero di punti corrispondente al numero di candidati che sono stati votati sulla scheda. In questa variante del metodo di Borda, la città A non ha più interesse a presentare una lista uninominale.
Se il numero dei candidati è importante, una strategia per eliminare un avversario consiste nel piazzarlo lontano, dietro candidati le cui possibilità di essere eletti sono deboli.

### Presso i candidati
Certi partiti possono essere indotti a moltiplicare le candidature politicamente affini aumentando così, attraverso il gioco della classifica, il numero dei punti attribuiti al loro partito.